# Sử dụng chất kích thích tổng hợp

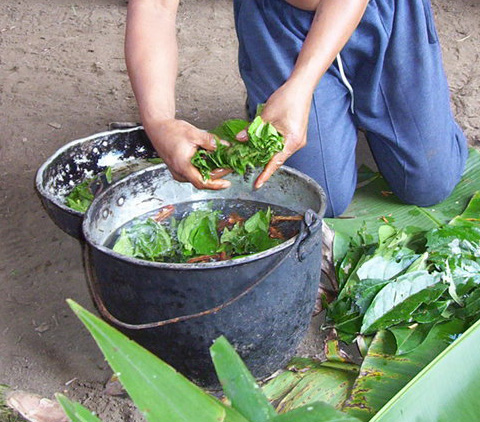
Chất ayahuasca đang được điều chế ở vùng Napo của Ecuador

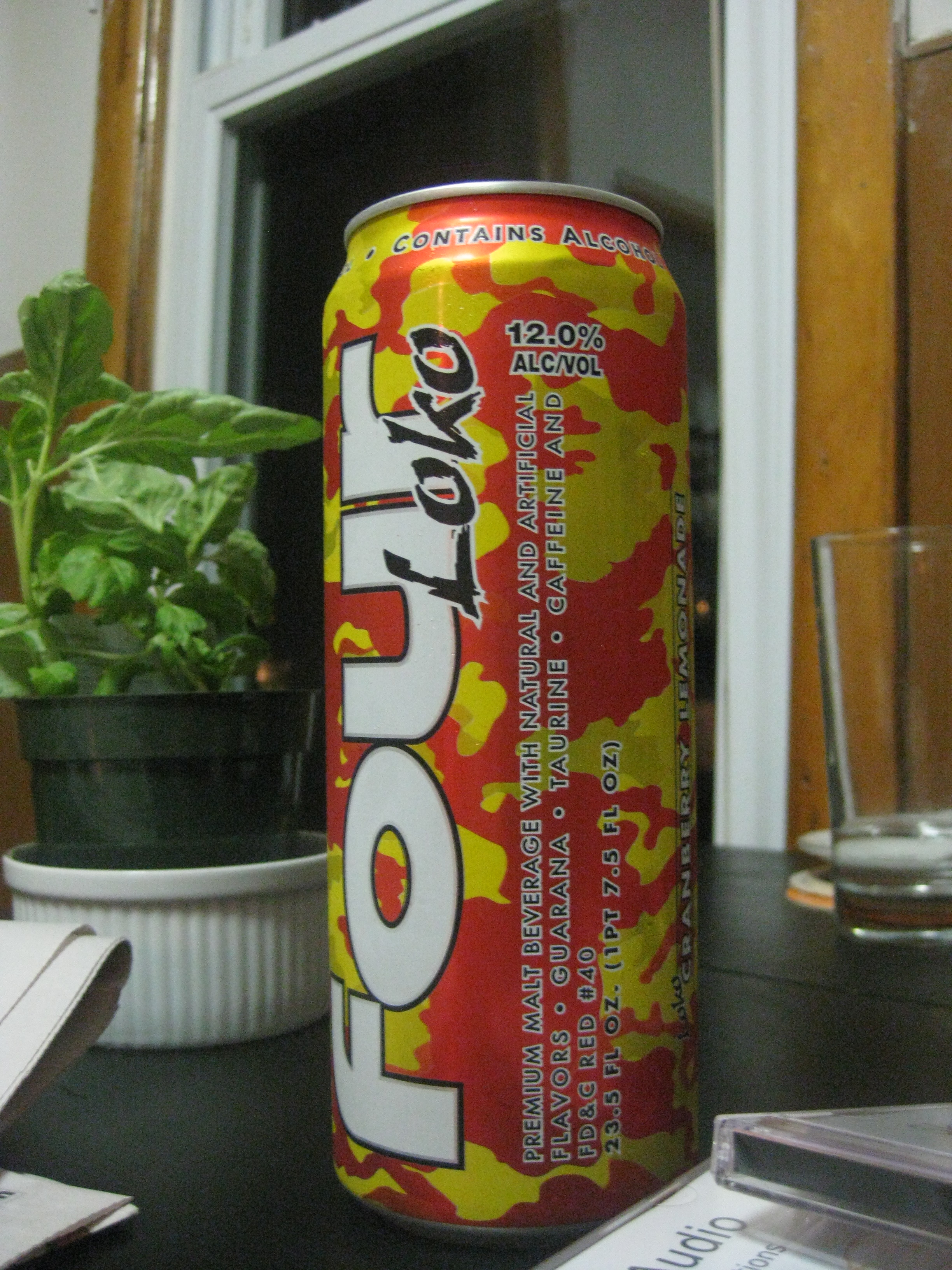
Đồ uống chứa cồn và cafein được sử dụng rộng rãi và hợp pháp.

Sử dụng chất kích thích tổng hợp ý chỉ việc sử dụng kết hợp các chất kích thích thần kinh nhằm đạt đến hiệu quả đặc biệt. Trong nhiều trường hợp một loại chất được dùng làm nền hoặc là chất căn bản, cùng với các loại chất phụ thêm vào nhằm làm lan ra hoặc bù trừ những hiệu quả từ chất căn bản và tạo ra cảm giác sảng khoái hơn từ tác động của sự hợp lực các chất, hoặc nhằm mục đích bổ sung cho chất căn bản khi nguồn cấp còn yếu.